# Tập thí điểm (Những người bạn)
"Tập thí điểm" (tiếng Anh: The Pilot, hay còn được biết đến với tựa "The One Where it All Began", "The One Where Monica Gets a New Roommate" và "The First One") của bộ phim truyền hình dài tập hài kịch tình huống của Mỹ Những người bạn đã được trình chiếu trên kênh NBC vào ngày 22 tháng 9 năm 1994. Tập phim do hai nhà sáng lập chương trình David Crane và Marta Kauffman sáng tác, với chỉ đạo diễn xuất từ đạo diễn James Burrows. Tập phim xoay quanh sáu người bạn sinh sống và làm việc tại thành phố New York, bao gồm: Monica (Courteney Cox), người qua đêm với một anh chàng "wine guy" trong lần hẹn hò đầu tiên nhưng rồi kinh hãi khi biết anh ta đã lừa gạt cô lên giường; anh trai của cô, Ross (David Schwimmer) chán nản khi biết cô vợ cũ đồng tính đã chuyển đồ đạc ra khỏi căn hộ của anh; bạn thân trung học cũ của Monica, Rachel (Jennifer Aniston) đến sống cùng Monica sau khi chạy trốn khỏi đám cưới của mình; và những người bạn của họ, Joey, Chandler, Phoebe (Matt LeBlanc, Matthew Perry và Lisa Kudrow) luôn bên cạnh động viên và khuyên nhủ.
Crane và Kauffman đệ trình ý tưởng đến hãng NBC vào tháng 12 năm 1993. NBC yêu thích và khai thác một kịch bản hoàn thiện, hoàn thành vào tháng 3 năm 1994. Trước khi kịch bản hoàn tất, chương trình tuyển diễn viên cho sáu vai chính, với 75 người được lựa chọn cho mỗi vai. Tập đầu tiên ghi hình vào ngày 4 tháng 5 năm 1994 tại trường quay của Warner Bros. ở Burbank, California. Sau khi hoàn tất những công đoạn chỉnh sửa, nhà điều hành sản xuất Kevin Bright gửi tập phim vào ngày 11 tháng 5, hai ngày trước khi NBC công bố lịch chiếu của Những người bạn. Hài lòng với tập phim, NBC đặt thêm 12 tập khác trong mùa đầu tiên. Tập phim thu hút xấp xỉ 22 triệu khán giả, trở thành chương trình truyền hình có nhiều người theo dõi thứ 15 trong tuần công chiếu. Những nhà phê bình chỉ trích bộ phim thông qua những điểm tương đồng giữa Seinfeld cũng như Ellen. Dàn diễn viên chính, đặc biệt là Schwimmer, đều được khen ngợi về khả năng diễn xuất, nhưng những nhà phê bình vẫn còn đôi chút lo ngại về vai trò của các nhân vật trong phim.

## Tóm tắt
Trước buổi hẹn hò của mình với anh chàng "wine guy" Paul, Monica Geller (Courteney Cox) bị hai người bạn Chandler Bing (Matthew Perry) và Joey Tribbiani (Matt LeBlanc) trêu chọc tại quán cà phê Central Perk. Ross Geller, anh trai của Monica, ghé thăm mọi người trong bộ dạng tức tối khi phát hiện vợ cũ của mình, hiện đang là một người đồng tính nữ, đã dọn khỏi căn hộ của anh để bắt đầu một mối quan hệ mới. Một cô gái trẻ đột ngột xuất hiện tại quán cà phê trong một chiếc đầm cưới thấm ướt, người mà Monica sớm nhận ra là bạn thân thời trung học của mình, Rachel Green (Jennifer Aniston). Monica giới thiệu cô với những người bạn của mình và Rachel tiết lộ chuyện cô bỏ trốn khỏi vị hôn phu của mình ở đám cưới. Sau khi cha của Rachel từ chối chu cấp tiền cho cô, Monica miễn cưỡng chấp nhận Rachel là bạn cùng phòng mới của mình.
Trong khi đó, Joey và Chandler an ủi Ross và giúp dọn dẹp đồ đạc. Ross bắt đầu suy nghĩ liệu có một người phụ nữ nào là "một nửa" của anh hay không. Monica đến cuộc hẹn với Paul (John Allen Nelson); dù anh ta có vẻ tốt bụng và điềm đạm, một đồng nghiệp bảo với Monica rằng hắn là một kẻ lăng nhăng, chấm dứt hy vọng tìm bạn tình của cô. Ross nhận ra Rachel có thể là khởi đầu cho một hy vọng mới và trò chuyện với Rachel về buổi hẹn của cả hai. Sau đó, anh thú nhận với Monica về mối quan hệ tiềm năng này. Ở cảnh cuối cùng, cả nhóm tụ tập tại Central Perk và dùng cà phê với Rachel, người bắt đầu công việc phục vụ tại quán.

## Sản xuất

### Bối cảnh
David Crane và Marta Kauffman được biết đến trong vai trò biên kịch của Dream On. Chương trình tiếp theo của cả hai, Family Album lên sóng CBS vào năm 1993 nhưng bị hủy sau khi trình chiếu 6 tập. Tháng 11 năm 1993, họ phát triển 3 tập phim thí điểm mới từ văn phòng Warner Bros. Television, dự kiến công chiếu vào năm 1994. Họ quyết định đệ trình một trong số những ý tưởng của mình đến NBC — Insomnia Cafe, một câu chuyện về 6 người bạn sinh sống và làm việc tại thành phố New York—dưới dạng 7 trang giới thiệu vào tháng 12 năm 1993.
NBC mua lại ý tưởng như một tập phim thử nghiệm, nghĩa là họ phải chịu hình phạt tài chính nếu tập phim không ghi hình. Để nắm bắt hành vi của nhân vật, Kauffman phỏng vấn nhiều người trông trẻ vào độ tuổi 20. Bà và Crane viết nên kịch bản trong 3 ngày. James Burrows, người chỉ đạo cho Cheers, được thuê làm đạo diễn của tập phim. Ông yêu thích kịch bản và gọi nhân vật Joey "hơi ngốc nghếch". Kịch bản hoàn thiện vào đầu tháng 3 năm 1994; trước đó, những mô tả dài 8 dòng về các nhân vật được gửi đến đại diện diễn viên ở Los Angeles, New York và Chicago.

### Tuyển vai
Có đến 1.000 diễn viên đăng ký cho mỗi vai, nhưng chỉ có 75 người trong số họ được gọi lại để dượt thoại trước Crane, Kauffman và đồng nghiệp sản xuất Kevin S. Bright. Đến cuối tháng 3, số diễn viên tiềm năng giảm xuống từ 3 đến 4 người cho mỗi vai và được mời dượt thoại cùng Les Moonves, chủ tịch đương thời của hãng Warner Bros. Television. David Schwimmer là diễn viên đầu tiên nhận vai. Schwimmer đang thực hiện một vở kịch chuyển thể từ The Master and Margarita khi đại diện mời anh vai diễn này. Anh tỏ ra không hứng thú đến truyền hình sau một trải nghiệm không tốt trong chương trình Monty, nhưng thay đổi ý định khi biết đây là một kịch bản tập thể. Crane và Kauffman nhớ đến anh khi dự tuyển trong một tập thử nghiệm của họ trước đây; cả hai nhắm sẵn nhân vật Ross theo hình tượng Schwimmer. Eric McCormack, người sau này nổi tiếng nhờ vai chính trong loạt phim hài Will & Grace, dự tuyển cho vai này nhiều lần.

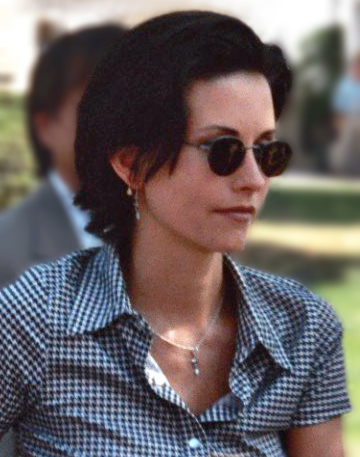
Dù các nhà sản xuất cân nhắc Courteney Cox (ảnh) vào vai Rachel, cô lại từ chối và sau đó nhận vai Monica.

Courteney Cox là người nổi tiếng nhất trong 6 diễn viên chính lúc bấy giờ. Được cân nhắc vào vai Rachel, Cox đọc kịch bản và nghĩ rằng mình hợp với vai Monica hơn. Vai diễn này sau cùng thuộc về cô. Nữ diễn viên Nancy McKeon cũng là một trong những người thử vai Monica. Ngược lại, Jennifer Aniston, người được chọn cho nhân vật Monica, lại nhận vai Rachel. Hợp đồng giữa Aniston và chương trình Muddling Through của đài CBS không thể giúp cô tham gia Những người bạn. Chương trình của đài CBS chỉ bắt đầu lên lịch phát sóng từ giữa năm 1994, sau khi NBC bật đèn xanh cho Những người bạn; nếu Muddling Through đạt thành công mà CBS vẫn thi hành hợp đồng với Aniston, Những người bạn buộc phải tuyển lại diễn viên cho vai này. Trong vòng 3 ngày kể từ khi Aniston thử vai Những người bạn, cô ngay lập tức giành được vai diễn vì chủ tịch của NBC Entertainment, Warren Littlefield dự kiến một cách chính xác rằng Muddling Through sẽ thất bại ngay lập tức. Crane và Kauffman muốn Joey là một nhân vật yêu thích "phụ nữ, thể thao, phụ nữ, New York, phụ nữ". Các diễn viên thử vai Joey phải diễn cảnh "cầm chiếc thìa" và nhiều người trong số họ diễn xuất trong tình trạng "hở ngực". Khi nhân vật Joey không tiến triển nhiều trong kịch bản, Matt LeBlanc chỉ dùng kinh nghiệm vào vai "nhân vật người Ý khá mập mờ" từ Vinny and Bobby. Anh tham gia ít nhất 8 buổi tuyển vai, với buổi dự tuyển cuối cùng là dượt thoại với Aniston và Cox.
Theo kịch bản, Chandler và Phoebe ban đầu giống như những nhân vật thứ cấp để mang đến tiếng cười xung quanh 4 người còn lại; Matthew Perry miêu tả Chandler trong kịch bản sơ khai như "người quan sát cuộc sống của những kẻ khác". Khi thời gian tuyển vai kết thúc, họ trở thành một phần không thể thiếu của nhóm. Crane tin rằng vai Chandler, được mô tả như "một chàng trai khôi hài, khô khan", là dễ tuyển diễn viên nhất, dù khó khăn hơn mong đợi. Perry từng hợp tác với Kauffman và Crane trong một tập phim Dream On; anh tiếp tục yêu cầu thử vai khi cảm thấy phù hợp với nhân vật này. Anh bị từ chối do liên quan đến quá trình thử vai của LAX 2194, một tập phim thử nghiệm về khâu kiểm tra hành lý tại sân bay trong tương lai. Sau khi đội ngũ Những người bạn xem LAX 2194, loạt phim này không được chọn sản xuất và Perry được cho phép thử vai. Anh đọc thoại của nhân vật này khi gần kết thúc thời gian tuyển vai và giành vai diễn trong chưa tới một tuần. Trước khi Perry nhận vai, Craig Bierko là lựa chọn đầu tiên của nhân vật này. Bierko là một người bạn của Perry; Perry đã giúp đỡ anh trong khâu thử vai để giúp nắm bắt nhân vật Chandler. Jon Cryer cũng đăng ký cho vai diễn này. Lúc đó, anh đang diễn một vở kịch ở Luân Đôn và đọc thoại với một đạo diễn tuyển vai người Anh, dù đoạn băng thử vai không thể đến tay Warner Bros. trong thời gian hợp lệ.
Nhiều nữ diễn viên thử vai Phoebe khi mặc "quần ống loe, giày đế cao và xỏ khuyên mũi". Kathy Griffin và Jane Lynch cũng đăng ký cho vai diễn này. Sau cùng, Lisa Kudrow là người nhận vai vì nhà sản xuất yêu thích vai diễn nữ phục vụ Ursula của cô trong Mad About You. Cô là người nhận vai sớm thứ hai, dù khoảng cách thời gian giữa cô và Schwimmer là khoảng 1 tháng. Moonves nhận thấy nhiều diễn viên "quá kịch" khi trình diễn hài; Crane miêu tả 6 diễn viên nhận vai là những người duy nhất "nắm bắt" được vai diễn. 6 diễn viên này gặp gỡ lần đầu tiên tại buổi đọc thoại ngày 28 tháng 4 năm 1994. John Allen Nelson và Clea Lewis là khách mời trong vai Paul và Franny, lần lượt là bạn hẹn và đồng nghiệp của Monica. Cynthia Mann xuất hiện trong vai bồi bàn ở Central Perk.

### Ghi hình

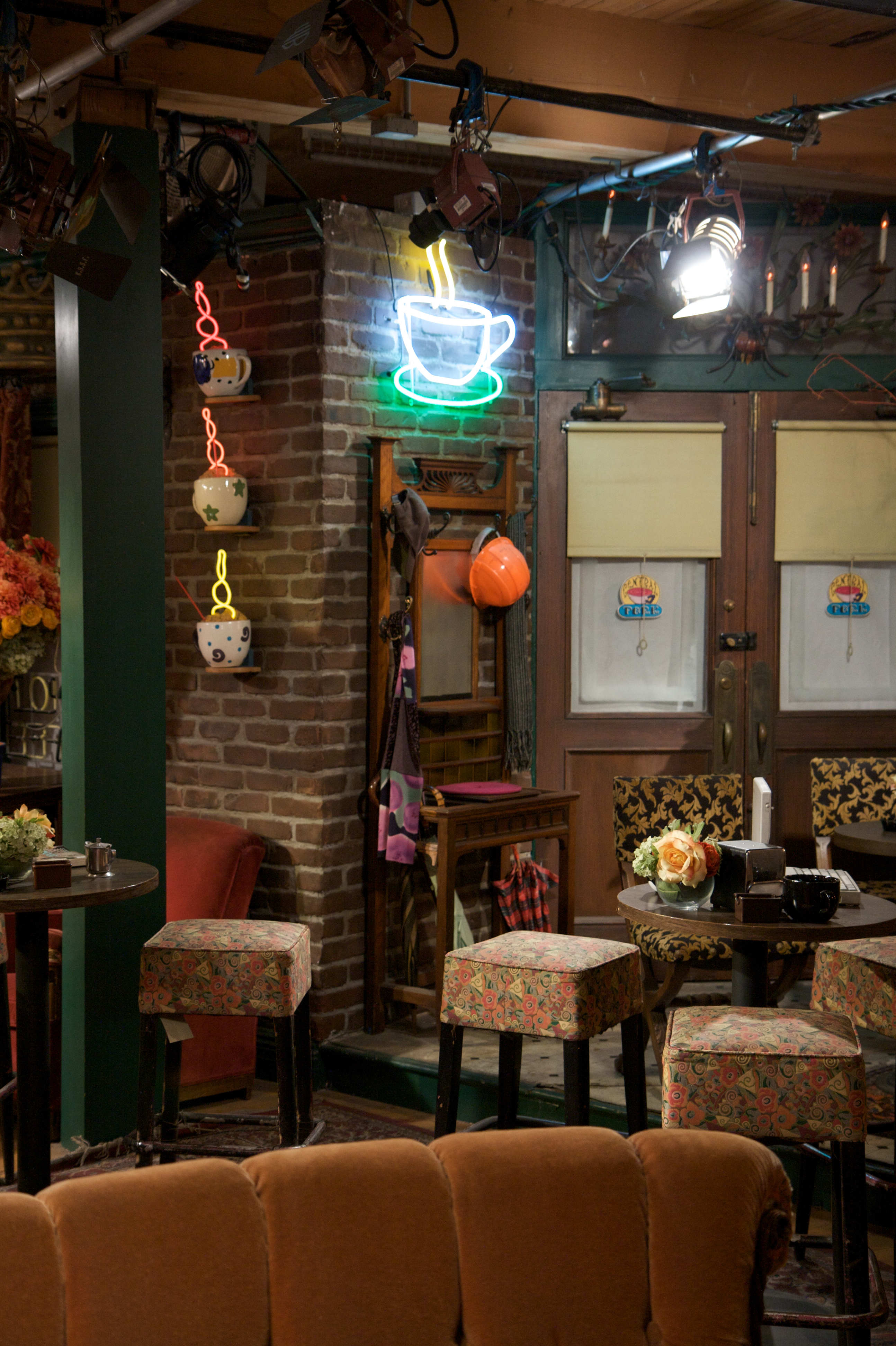
Bối cảnh quán Central Perk, nơi ghi hình chính trong tập phim.

Một buổi diễn tập tổ chức vào ngày 2 tháng 5, 2 ngày trước khi ghi hình. Nhiều nhà điều hành của NBC xem buổi tập và cho rằng Monica không đủ quan tâm đến Paul để lên giường với anh ta trong ngày hẹn đầu tiên. Chủ tịch NBC Don Ohlmeyer tin rằng khán giả sẽ nhìn nhận cô là "một ả lăng nhăng". Crane, Kauffman và nhân viên Warner Bros. không đồng ý, thậm chí khảo sát những người theo dõi buổi tập để tìm sự ủng hộ. Dù khán giả đồng ý, họ phải chấp nhận đề nghị của NBC nếu muốn được ủy thác về chương trình; họ viết lại lời thoại của Monica để cho thấy cô quan tâm đến Paul. NBC còn muốn bỏ đi một cảnh cho thấy Paul, người đang bất lực, trở nên cương cứng, vì vi phạm tiêu chuẩn của nhà đài. Crane và Kauffman viết lại cảnh này và cảm thấy yêu thích phiên bản mới hơn vì khiến mọi thứ "thông thái và nhẹ nhàng hơn". Họ cố gắng bảo vệ những phần khác của kịch bản; NBC yêu cầu kịch bản nên chia thành một cốt truyện chi phối và những chi tiết nhỏ khác, nhưng dàn biên kịch đã từ chối, khi muốn có 3 cốt truyện tồn tại song song. Họ cũng giữ lại câu thoại "Mr. Potato Head". Kịch bản cuối cùng hoàn thiện ngày 3 tháng 5.
Tập phim ghi hình ngày 4 tháng 5 tại trường quay Warner Bros. ở Burbank, California. Có tổng cộng 8 giờ ghi hình (4 máy quay, mỗi máy ghi trong 2 tiếng), được biên tập xuống còn 22 phút dưới sự giám sát của Bright. Bright đệ trình đến NBC ngày 10 tháng 5, 72 tiếng trước khi công bố lịch chiếu. NBC mong muốn Bright biên tập thêm và ông hoàn thiện lúc 1 giờ sáng ngày 11 tháng 5. Ngày 12 tháng 5, NBC chiếu tập phim hoàn chỉnh đến một nhóm khán giả riêng biệt, nhận nhiều phản hồi từ tích cực đến trái chiều. Hãng thông báo lịch chiếu ngày 13 tháng 5 và đặt thêm 12 tập phim khác trong mùa đầu tiên. Crane và Kauffman ngay lập tức nhận được cuộc gọi từ những nhà đại diện biên kịch mong muốn hợp tác trong chương trình.

## Đón nhận
Tập phim phát sóng trên kênh NBC ngày 22 tháng 9 năm 1994 trong khung giờ 8:30–9 giờ tối (theo giờ EST). Đây là chương trình truyền hình xem nhiều thứ 15 trong tuần lễ công chiếu, đạt tỷ lệ 14.7/23 (mỗi điểm tượng trưng cho 954.000 hộ gia đình) và gần 22 triệu người xem. Tập phim phát lại lần đầu tiên ngày 21 tháng 9 năm 1998. Nhiều cảnh bị cắt được phục hồi, với tổng thời lượng dài 37 phút, trong khung giờ 1 tiếng. Phim đạt tỉ lệ 5.8/10, trung bình trên 40 trạm phát. Tập phim giúp Những người bạn là loạt phim hài tình huống được theo dõi cao thứ 3 vào thời gian đó, đứng sau Home Improvement và Seinfeld.
Nhiều nhà phê bình so sánh tập phim với chương trình Seinfeld và Ellen; Tom Feran từ The Plain Dealer viết rằng loạt phim mang đến trạng thái "mơ hồ và ít thành công hơn phong cách dạo chơi của Seinfeld", trong khi Ann Hodges từ Houston Chronicle cho rằng loạt phim "muốn trở thành một Seinfeld mới nhưng sẽ không bao giờ hài hước như Seinfeld." Robert Bianco của The Pittsburgh Post-Gazette cảm thấy tập phim "hơi mệt mỏi" và tự hỏi tại sao 6 nhân vật chính có nhiều thời gian rỗi để kể về chuyện hẹn hò đến vậy. Trên tờ Los Angeles Daily News, Ray Richmond gọi đây là "một trong những [loạt phim] hài tươi sáng hơn của mùa chiếu mới," dù tập đầu tiên "rất yếu kém". The Los Angeles Times gọi đây "chắc chắn là loạt phim hài xuất sắc nhất của mùa chiếu mới."
Diane Holloway của Austin American-Statesman mô tả tập phim là thể loại "hài kịch tinh vi" và Robert P. Laurence từ The San Diego Union-Tribune cho rằng "bạn vẫn có cảm giác đã xem Những người bạn ở đâu đó trước đây." Ginny Holbert của Chicago Sun-Times cảm thấy đặc điểm nhân vật Joey và Rachel kém phát triển, trong khi Richmond khen ngợi tính "trẻ trung, dễ mến" của dàn diễn viên, cùng nét kết hợp "ăn ý" giữa họ. Tony Scott của Variety có hy vọng tích cực đến loạt phim, yêu thích tiền đề và diễn xuất của Cox và Schwimmer. Robert Bianco từ USA Today gọi Schwimmer "tuyệt vời", đồng thời khen ngợi dàn diễn viên nữ chính nhưng lo lắng vai diễn của Perry "mơ hồ" và LeBlanc "dựa dẫm quá nhiều vào tính cách khờ khạo một cách mệt mỏi mà anh từng hai lần thử sức." Tác giả cuốn Friends Like Us: The Unofficial Guide to Friends cho rằng dàn diễn viên "cố gắng hơi quá sức", đặc biệt ở Perry và Schwimmer. Entertainment Weekly đánh giá điểm B+ và khen ngợi "Do the words 'Billy, Don't Be a Hero' mean anything to you?" là câu thoại hay nhất tập phim.

### Chú giải
1. 1 2 3  "wine guy" là một từ lóng để chỉ một người đàn ông tuổi trung niên, đã ly hôn, có ngoại hình hấp dẫn, chuyên nhập khẩu rượu và lái xe BMW. Đây là một gã lăng nhăng chính hiệu, chỉ muốn dùng những ưu thế nói trên để tán tỉnh và lên giường với các cô gái.
2. ↑  7 trang giới thiệu của chương trình mang tựa Insomnia Cafe (tạm dịch: Cà phê mất ngủ).[4] Kịch bản đầu tiên vốn mang tựa Friends Like Us nhưng đổi sang Six of One để tránh nhầm lẫn với These Friends of Mine.[5] Đến thời gian trình chiếu, tựa của loạt phim là Friends.[6]
3. ↑  "The One with Two Parts, Part 1" mở đầu cho nhân vật Ursula, chị gái song sinh của Phoebe.[26]
4. ↑  Từ tập "The One with the Dozen Lasagnas", Mann xuất hiện với vai phụ Jasmine, đồng nghiệp của Phoebe. Nhiều nguồn gọi nhân vật của cô trong tập phim này là Jasmine, dù cô không được ghi nhận diễn xuất dưới cái tên này.[1]